# 세바스티안 에드홀름
말리스(본명: 세바스티안 에드홀름, 스웨덴어: Sebastian Edholm, 1997년 2월 22일 ~ )는 스웨덴의 리그 오브 레전드 프로게이머로 아이디는 Malice이다. 포지션은 정글이다. 현재 클라우드 나인 소속이다.

## 선수 생활
2019시즌을 앞두고 BBQ 올리버스에 입단했다. 스프링 시즌 좋은 모습을 보이면서 팀의 포스트시즌 진출에 기여했다. 서머 시즌에서는 출전을 하지 않았다. 2019 시즌 종료 후 BBQ에서 퇴단했다.
2022시즌을 앞두고 클라우드 나인의 아카데미 팀에 입단했다.

## 소속팀
| # | 팀명          | 소속 기간             | 소속 리그 | 비고 |
| - | ------------- | --------------------- | --------- | ---- |
| 1 | BBQ 올리버스  | 2018.12.14~2019.10.22 | CK        |      |
| 2 | 클라우드 나인 | 2021.11.25~           | LCS       |      |